# Општина Капалница (Харгита)
Капалница (рум. Căpâlniţa) општина је у Румунији у округу Харгита.
Oпштина се налази на надморској висини од 854 m.